# Sondrestrom Air Base
Sondrestrom Air Base, forkortet SAB blev oprettet i 1941 som Bluie West Eight af USAF under 2.verdenskrig.
Efter 2.verdenskrig kom Den kolde krig og i 1960 blev DYE-2 og DYE-3 oprettet på indlandsisen, som en del af Distant Early Warning Line (DEW Line). Sondrestrom Air Base forsynede DYE stationerne på indlandsisen.
Da DYE stationerne på indlandsisen blev opgivet i 1992 forlod USAF Sondrestrom Air Base.
Området er nu civilt og kaldes Kangerlussuaq med Lake Ferguson og Blackridge. 

## Ekstern henvisning
- Wikimedia Commons har flere filer relateret til Sondrestrom Air Base
- Welcome to Sondrestrom Air Base Greenland

67°00′38.00″N 050°42′33.00″V / 67.0105556°N 50.7091667°V